# Ludwig III của Bayern
Ludwig III (Ludwig Luitpold Josef Maria Aloys Alfried; 7 tháng 1 năm 1845 – 18 tháng 10 năm 1921) là Vua của Bayern cuối cùng, trị vì từ năm 1913 đến năm 1918. Ông là nhiếp chính và nguyên thủ quốc gia trên thực tế từ năm 1912 đến năm 1913, thay cho anh họ của ông, Otto I. Sau khi nghị viện Bayern thông qua luật cho phép ông làm như vậy, Ludwig phế truất Otto và tự phong vương cho mình. Ông dẫn dắt Bayern vào Thế chiến thứ nhất, và mất vương quyền như nhà cai trị của các quốc gia Đức vào cuối cuộc chiến.

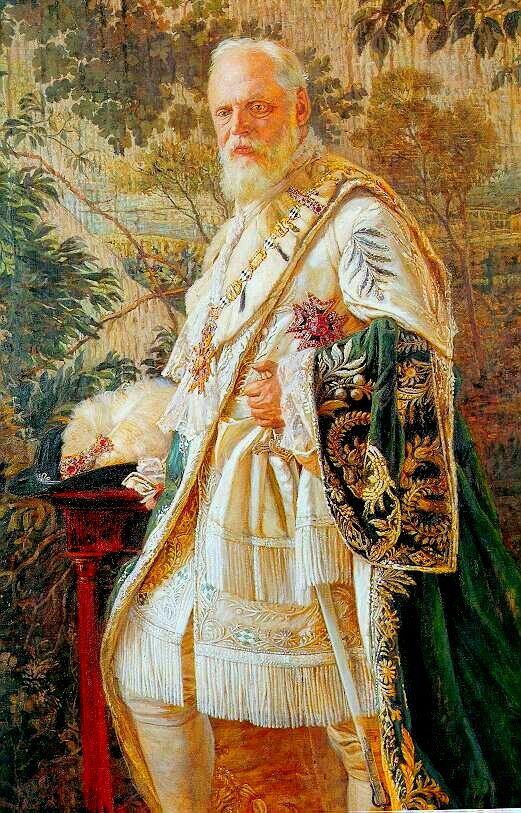
Chân dung Ludwig III của Bayern năm 70 tuổi.